# 신입교장
《신입교장》은 기독대안학교 설립을 꿈꾸는 이들과 다음세대에 애정이 있는 모든 이에게 학교 설립에 대한 명쾌한 해답을 전수해주는 CTS기독교TV의 국민 참여 오디션 프로그램이다.

## 진행
- 이강준

## 주요 참가자
- 우승: 이신애
- Top3: 김경용, 윤태순
- Top6: 서정은, 김주찬, 이정연
- Top11: 안세주, 이주향, 김선식, 박기수, 김명화